# Delta Dunării
Delta Dunării, aflată în mare parte în Dobrogea, România și parțial în Ucraina, este a doua ca mărime și cea mai bine conservată dintre deltele europene.
Delta Dunării a intrat în patrimoniul mondial al UNESCO în 1991, fiind clasificată ca rezervație a biosferei la nivel național în România și ca parc național în taxonomia internațională a IUCN. Aceasta se suprapune atât siturilor de importanță comunitară Delta Dunării (sit SCI) și Delta Dunării - zona marină; cât și ariilor de protecție specială avifaunistică Beștepe - Mahmudia și Delta Dunării și Complexul Razim - Sinoie.
Situl Delta Dunării (începând din 21 mai 1991) este protejat prin Convenția Ramsar (The Ramsar Convention on Wetlands) ca zonă umedă de importanță internațională.
Parcul național include rezervațiile naturale: Capul Doloșman, Cetatea Histria, Complexul Vătafu - Lunghuleț, Complexul Sacalin Zătoane, Grindul și Lacul Răducu, Grindul Chituc, Grindul Lupilor, Insula Popina, Lacul Potcoava, Pădurea Caraorman, Pădurea Letea, Roșca - Buhaiova, Corbu-Nuntași - Histria, Lacul Belciug, Lacul Rotundu, Arinișul Erenciuc, Complexul Periteașca - Leahova, Lacul Nebunu, Pădurea Babadag - Codru, Dealul Ghiunghiurmez și Sărăturile Murighiol.

## Geografie

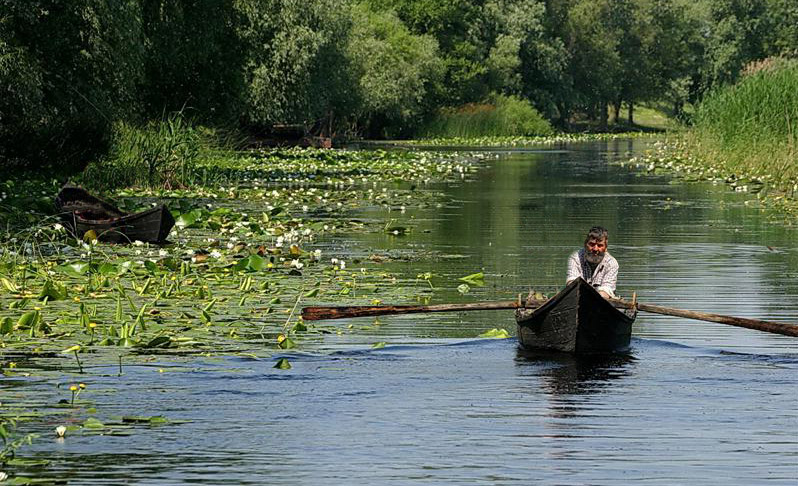
Peisaj din Delta Dunării

Delta Dunării este limitată la sud-vest de podișul Dobrogei, la nord de cel al Basarabiei, iar în est se varsă în Marea Neagră. Delta Dunării este traversată de paralela de 45° latitudine N și de meridianul de 29°, longitudine E. La nord, brațele Chilia și Musura formează granița cu Ucraina. Delta ocupă, împreună cu complexul lagunar Razim-Sinoe 5050 km², din care 732 km² aparțin Ucrainei, Deltei românești revenindu-i o suprafață de 2540 km². Este încadrată de limane și lacuri adiacente și cuprinde sute de lacuri între brațe, dintre care câteva zeci de mari dimensiuni. Datorită celor 67 milioane de tone de aluviuni aduse de Dunăre, Delta Dunării crește anual cu aproximativ 40 m².
Dunărea, ajunsă la Pătlăgeanca se bifurcă: Brațul Chilia la nord și Brațul Tulcea la sud, braț care mai apoi, la Furca Sfântu Gheorghe (în turcește Çatal Çedırlez uneori transcris în română „Ceatal Sf. Gheorghe”) se desparte în Brațul Sulina și Brațul Sfântu Gheorghe.
Brațul Chilia formează granița cu Ucraina și transportă pe cursul său, de o lungime de 104 km², 60% din apele și aluviunile Dunării.
Brațul Sulina este situat în mijlocul Deltei și, spre deosebire de Chilia, are un curs rectiliniu, fiind permanent dragat și întreținut pentru navigația vaselor maritime. Are o lungime de 71 km și transportă 18% din volumul de apă al Dunării.
Cursul Brațului Sfântu Gheorghe este orientat spre sud-est, și se desfășoară pe 112 km, transportând 22% din debitul Dunării. La vărsare formează insulele Sacalin considerate un început de deltă secundară.
Delta Dunării (cu excepția deltei secundare a brațului Chilia) face tradițional parte din Dobrogea, dar în Antichitate și Evul Mediu litoralul se afla mult mai la apus (între Chilia Veche și Murighiol pe vremea lui Strabon, între Periprava și Lacul Dranov în epoca bizantină), astfel încât hărțile istorice care reprezintă Dobrogea cuprinzând toată Delta actuală, sunt geomorfologic false.

## Geologie

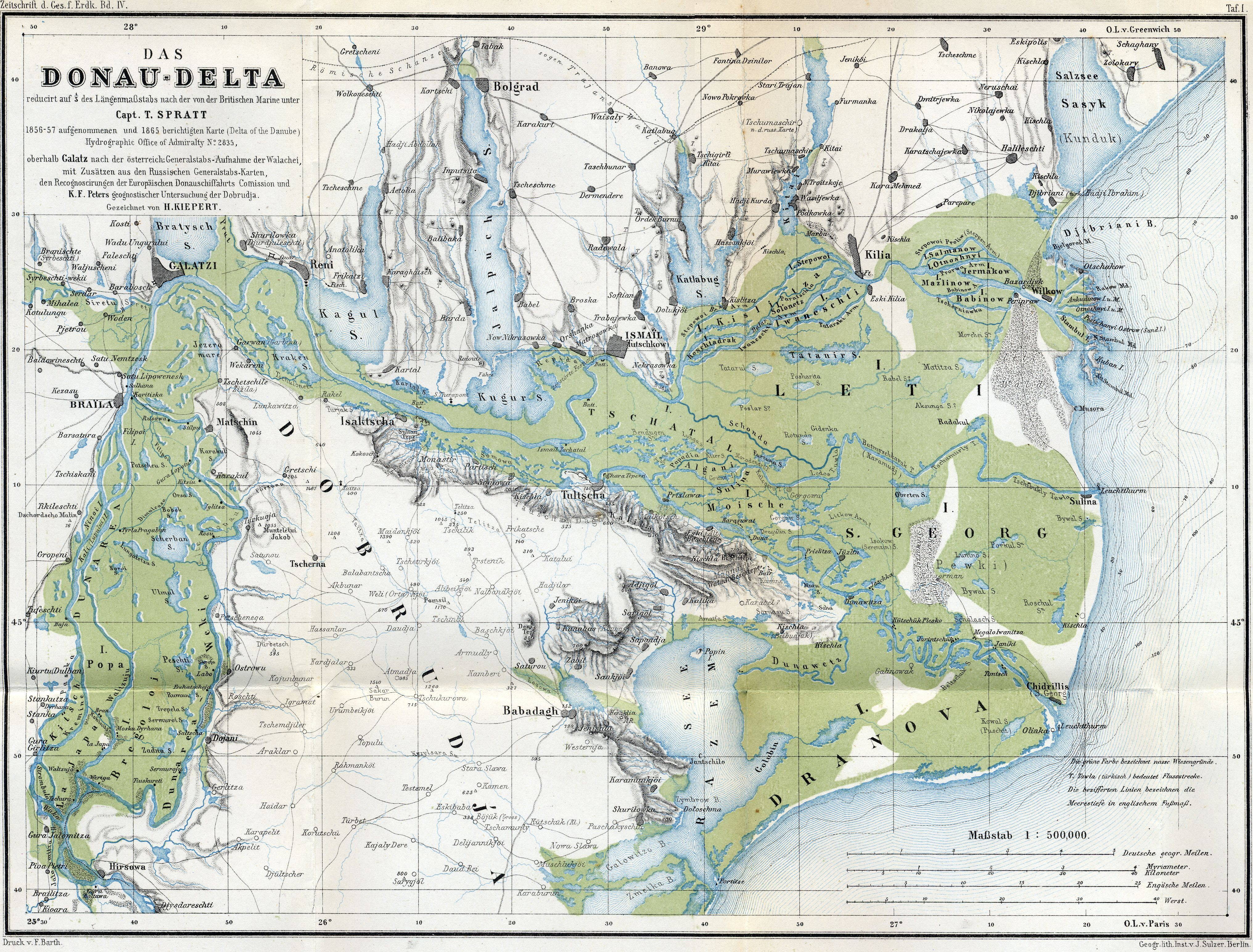
Delta în 1867 (hartă germană)

Delta Dunării este plasată, din punct de vedere geologic, într-o regiune mobilă a scoarței terestre numită Platforma Deltei Dunării (regiunea predobrogeană). Platforma Deltei Dunării vine în contact, în partea de sud-vest, cu Orogenul Nord Dobrogean, prin falia Oancea-Sf. Gheorghe, care este aproximativ paralelă cu brațul Sfântu Gheorghe. 
Structura geologică a acesteia este alcătuită dintr-un fundament cristalin peste care se dispune transgresiv o cuvertură sedimentară reprezentată printr-o succesiune de depozite paleozoice, triasice, jurasice, cretacice, neogene și cuaternare, derminate prin forajele de mare și mică adâncime efectuate în zonă. Depozitele de vârstă Paleozoică, ce aparțin etajelor Silurian-Permian (438-230 milioane de ani), sunt alcătuite din calcare, dolomite, siltite, gresii litice, cu intercalații de tufuri vitroclastice.
Depozitele de vârstă Triasică (248-213 milioane de ani) sunt alcătuite, la bază, din siltite feruginoase, argilite, gresii, microconglomerate, cu intercalații de porfire feldspatice, diabaze și melafire, iar transgresiv apar dolomite, gresii calcaroase, siltite, marne ș.a., ce conțin specii vegetale  (Striatoabietites sp., Ovalipollis ovalis ș.a.), foraminifere (Glomospirella sp., Spirillina sp. ș.a.), conodonde (Gondolella navicula, Gladiogondolella tethydis ș.a.).
Depozitele de vârstă Jurasică (epocile Dogger-Malm – 176-142 milioane de ani) sunt alcătuite în principal din calcare (la bază), argile calcaroase, gresii, precum și calcare cenușii și gălbui (la partea superioară), cu fosile de foraminifere (Textularia jurassica, Spirillina orbicula ș.a.), dinofagelate (Nannoceceratopsis spicula, N. pellucida, Ctenidodinium panneum ș.a.) etc. Depozitele de vârstă Cretacică ce aparțin etajelor Apțian-Senonian (121-65 milioane de ani) sunt alcătuite, în principal, din argile și siltite feruginoase, cu intercalații de gresii fine sau dolomite gipsifere, ce conțin o fitocenoză săracă cu Trilobosporilites apiverucatus, Clavifera triplex etc.
Depozitele de vârstă Neogenă (etajele Sarmațian-Romanian – 13,5-1,8 milioane de ani) sunt alcătuite dintr-o succesiune de strate cu calcare lumașelice, nisipuri, siltite și argile, cu Mactra sp., nisipuri, siltite și argile roșcate, cu Dosinia maeotica, nisipuri fine cenușii (cu Dreissena rimestiensis, Limnocardium sp., nisipuri cu Stylodacna orientalis și nisipuri cu intercalații de argile, ce conțin specimene de Viviparus bifarcinatus, Dreissena polymorpha etc.
Depozitele de vârstă Cuaternară (depozite deltaice ce aparțin etajelor Pleistocen-Holocen – 1,8-0,01 milioane de ani) sunt alcătuite, la bază, dintr-un strat de argile roșii-carămizii urmate de o succesiune de strate de pietrișuri, nisipuri, siltite, argile și strate de loess, iar la partea superioară se dispun aluviuni de origine fluviatilă și fluvio-lacustră. (Mutihac V., 1990; Ionesi L, 1994)

## Geomorfologie

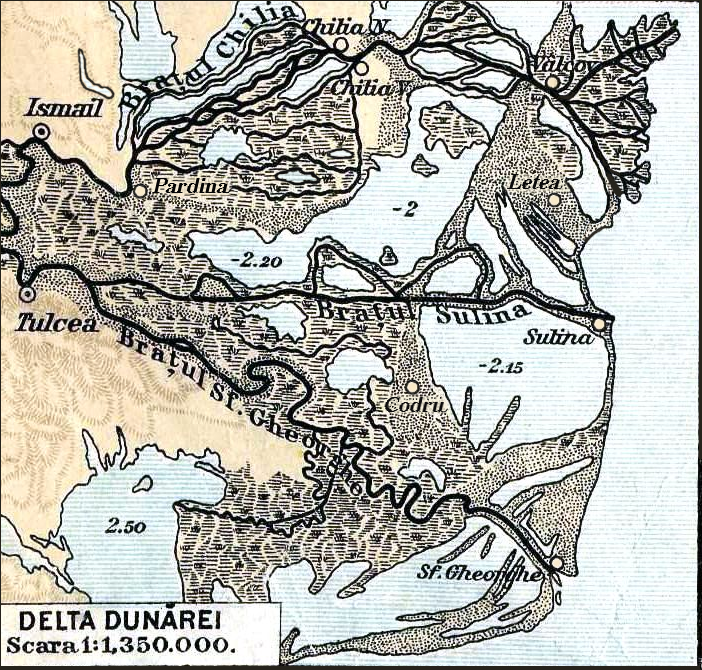
Delta inundabilă, înainte de îndiguiri (1928).

Evoluția geomorfologică a Deltei Dunării din Antichitate până în zilele noastre.

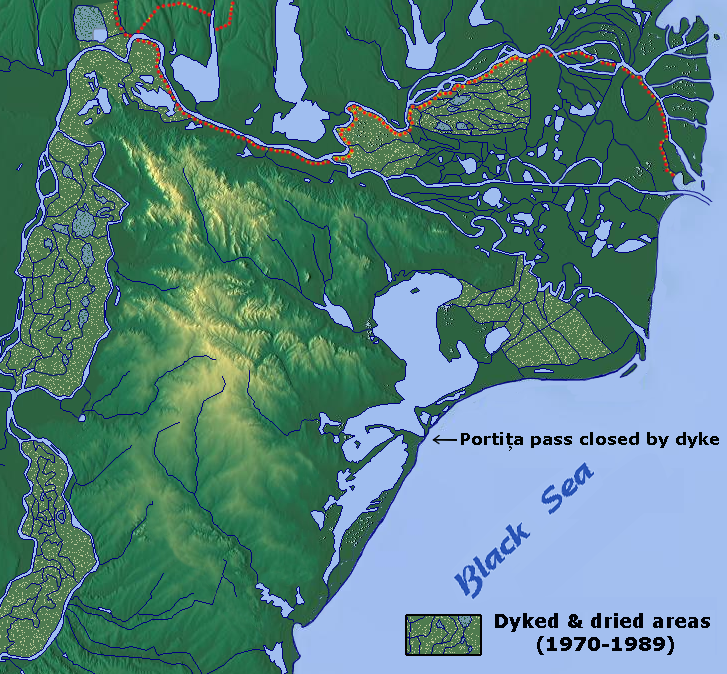
Zonele îndiguite și desecate în era comunistă.

Delta Dunării, situată în partea de N-V a Mării Negre (între 44˚46’00” lat. N – platforma Bugeac, 45˚40’00” lat. N și 28˚40’24” long. E – Orogenul Nord Dobrogean, respectiv 29˚40’50” long. E – platforma Mării Negre), reprezintă din punct de vedere geomorfologic un relief de acumulare dezvoltat la gura de vărsare a Dunării în Marea Neagră. (Coteț P., 1973, Romanescu Gh, 1995)
Conform clasificării FAO (SOTER – Procedure Manual, 1993), Delta Dunării este inclusă la categoria formelor de relief regionale de tip câmpie umedă pe depozite aluviale fluviatile cu un grad ridicat de fragmentare. 
Delta Dunării este caracterizată prin forme de relief pozitive numite grinduri și forme de relief negative reprezentate prin depresiuni umplute cu apă (lacuri). În prezent, delta se prezintă sub forma unei suprafețe plane cu o pantă de 0,006 ‰, străbătută de un păienjeniș de ape: brațe de fluviu, canale și gârle, punctată de lacuri și japșe. Diferențele de altitudine, față de nivelul mării, sunt de 8-10 m în zona grindurilor și -2 - -4 m în zona depresiunile lacustre. (Coteț P., 1973; Soil of the Romanian Danube Delta Biosphere Reserve, 1996)
Teritoriul Deltei Dunării se împarte în două subregiuni geografice și anume: Delta propriu-zisă ce ocupă o suprafață de 4.250 km2, aflată între brațele fluviului, și zona complexului Razim, cu o suprafață de 990 km2.  Din punct de vedere fizico-geografic Delta se împarte transversal pe brațele fluviului în două mari subregiuni naturale: delta fluvială și delta maritimă. 

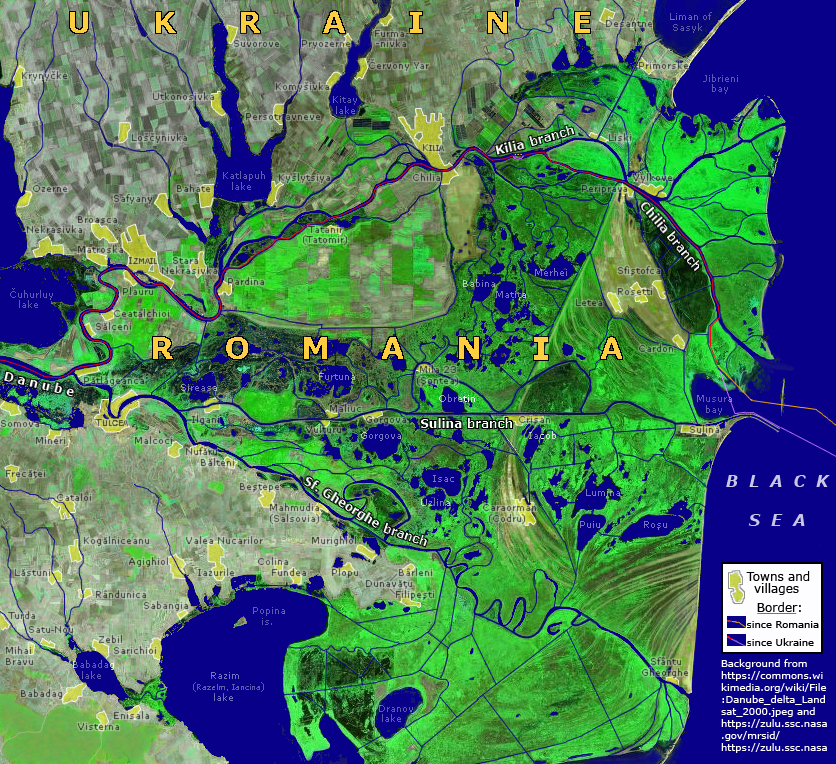
Delta Dunării văzută din satelit

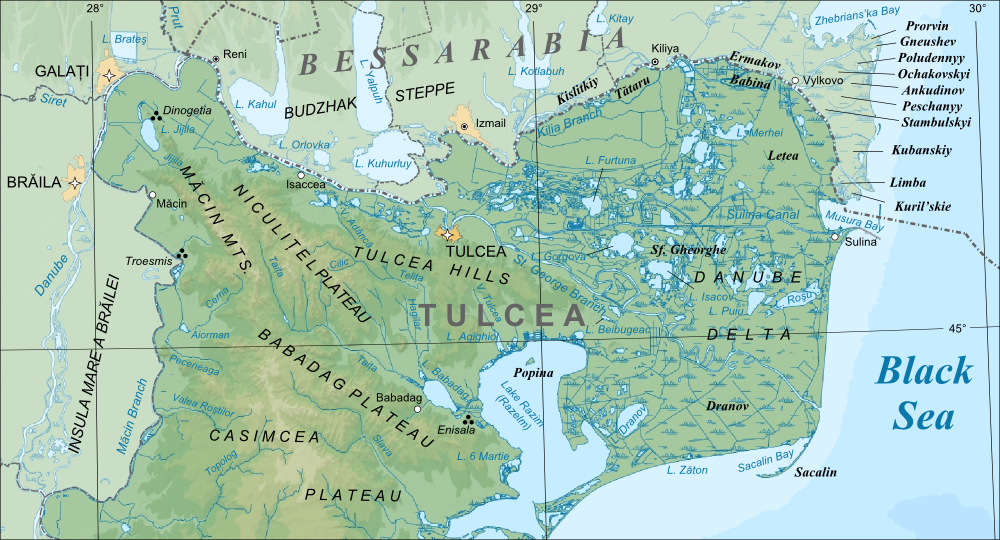
Harta județului Tulcea

Delta fluvială ocupă peste 65% din suprafața totală a deltei și se întinde de la ceatalul Izmail, spre aval, până la grindurile Letea și Caraorman, pe linia Periprava (pe brațul Chilia) – Crișan (pe brațul Sulina) – Ivancea (pe brațul Sf. Gheorghe) – Crasnicol – Perișor. Această  subregiune a Deltei Dunării este împărțită în mai multe unități naturale cum ar fi: Depresiunea Sireasa, Depresiunea Șontea-Furtuna, Depresiunea Pardina, Depresiunea Matița-Merhei, Grindul Chilia, Grindul Stipoc, Ostrovul Tătaru, Ostrovul Babina, Ostrovul Cernovca, Depresiunea Litcov, Depresiunea Erenciuc, Depresiunea Roșca-Buhaiova, Lunca Tulcea-Murighiol și Depresiunea Dranov-Dunavăț, etc. 
Delta maritimă ocupă mai puțin de 35% din suprafața Deltei Dunării, la răsărit de linia Periprava-Crișan-Ivancea-Crasnicol-Perișor. În această subregiune, ca și în cazul deltei fluviale, întâlnim zone cu relief pozitiv și negativ dar, spre deosebire de prima subregiune, fundul depresiunilor este sub nivelul mării în cele mai multe cazuri. (Soil of the Romanian Danube Delta Biosphere Reserve, 1996)

## Climă
Delta Dunării se încadrează în spațiul cu climat temperat semiarid specific stepelor pontice. Spațiile acvatice plane și foarte întinse, acoperite în diferite grade cu vegetație, întrerupte de insulele nisipoase ale câmpurilor marine, alcătuiesc o suprafață activă specifică deltei și lagunelor adiacente, cu totul diferită de cea a stepelor pontice. Delta Dunării este considerată locul cu cele mai puține precipitații din România.
Această suprafață activă reacționează față de radiația totală recepționată și de circulația generală a atmosferei rezultând un mozaic de microclimate. Radiația totală variază între un minim de 3,5 Kcal/cmp înregistrat în lunile de iarnă și un maxim de 17 Kcl./cmp, în luna iulie. În funcție de intesitatea activității centrilor barici principali se instalează condiții specifice de vreme: zile de iarnă blânde (când activează centrul baric nord-est european), zile de iarnă geroase, cu vânturi puternice (când acționează anticiclonii nord-atlantici), zile de vară calde și uscate (când acționează anticiclonii tropicali atlantici), zile de vară ploioase (când interacționează aerul din bazinul mediteranean cu cel rece din nord-vestul Europei). 
Durata de strălucire a soarelui este mare, media multianuală fiind de 2250 ore, dar poate ajunge la 2600 ore în anii cu nebulozitate redusă. Temperatura se distribuie neuniform pe suprafața deltei. 
Mediile multianuale indică creșterea temperaturii de la vest spre est. La nivelul vârfului deltei (Tulcea) temperatura medie multianuală este de 10,94 C, în delta fluvială (Gorgova), de 10,96 C, pe țărmul mării (Sulina), de 11,05 C, iar în largul Mării Negre (Platforma Gloria), de 11,86 C. 
Amplitudinile medii zilnice reflectă diferențele mari datorate naturii suprafeței active : la Gorgova variază între un maxim de 9 C (în iulie) și un minim de 3,8 C (în decembrie), la Sulina între 2,8 C (în iulie) și 1,4 C (în noiembrie), iar la stația Gloria între 2,3 C (în iulie) si 1 C (în decembrie și februarie). Sumele anuale ale temperaturilor medii zilnice efective se apropie de 1600 C. Umezeala aerului înregistrează cele mai mari valori de pe teritoriul României. Umezeala relativă a aerului variază iarna între 88 - 84% la Gorgova și 89 85% la Sulina și Sfântu Gheorghe, iar vara, între 69 - 71% la Gorgova și 77 - 80%, la Sulina și Sfântu Gheorghe. Precipitațiile sunt reduse cantitativ și scad de la vest spre est datorită efectului suprafeței active specifice deltei, precum și al Mării Negre. La intrarea în Delta Dunării (Tulcea) se înregistrează o cantitate medie multianuală a precipitațiilor de 450 mm, iar la Sulina, de 360 mm. În cea mai mare parte a deltei cad între 350 si 400 mm ploaie, iar pe litoralul deltaic și cea mai mare parte a lagunelor, sub 350 mm. 
Stratul de zăpadă este subțire și se menține perioade scurte de timp, numai în iernile mai aspre. Asemenea situații s-au petrecut în anii 1928-1929, 1953-1954, 1941-1942, 1984-1985, când apele mării lângă țărm au înghețat timp de 45 - 60 zile. Vânturile dominante bat din sectorul nordic alternativ cu sectorul sudic, cele mai intense accelerări de vânt înregistrându-se iarna și în sezoanele de tranziție. Sezoanele sunt distribuite foarte neuniform în spațiul Deltei Dunării. La intrarea în deltă, la Tulcea, mediile pe 90 ani relevă ca sunt 142 zile de vară și 60 zile de iarnă, iar primăverile au durata aproape egală cu toamnele. La Sulina aceleași medii multianuale indică 145 zile de vară și numai 15 zile de iarnă, iar primăverile sunt mai lungi (122 zile) decât toamnele (83 zile).

## Biodiversitate

În violet transparent, Rezervația biosferei „Delta Dunării”.

Delta Dunării este încadrată în regiunea biogeografică panonică și stepică a Dobrogei și prezintă o arie naturală cu o diversitate floristică și faunistică ridicată, exprimată atât la nivel de specii cât și la nivel de ecosisteme terestre și acvatice.

### Habitate
În arealul deltei au fost identificate 29 de tipuri de habitate de interes comunitar; astfel: Ape stătătoare oligotrofe până la mezotrofe cu vegetație din Littorelletea uniflorae și/sau Isoëto-Nanojuncetea; Ape puternic oligo-mezotrofe cu vegetație bentonică de specii de Chara; Bancuri de nisip acoperite permanent de un strat mic de apă de mare, Comunități cu salicornia și alte specii anuale care colonizează terenurile umede și nisipoase; Comunități de lizieră cu ierburi înalte higrofile de la nivelul câmpiilor, până la cel montan și alpin; Cursuri de apă din zonele de câmpie, până la cele montane, cu vegetație din Ranunculion fluitantis și Callitricho-Batrachion; Dune cu Hippophae rhamnoides; Depresiuni umede intradunale; Dune mobile embrionare (în formare); Dune fixate cu vegetație herbacee perenă (dune gri); Galerii ripariene și tufărișuri (Nerio-Tamaricetea și Securinegion tinctoriae); Lacuri eutrofe naturale cu vegetație tip Magnopotamion sau Hydrocharition; Lacuri distrofice și iazuri, Lagune costiere; Mlaștini calcaroase cu Cladium mariscus; Pajiști cu Molinia pe soluri calcaroase, turboase sau argiloase (Molinion caeruleae); Pajiști mediteraneene umede cu ierburi înalte din Molinio-Holoschoenion; Pajiști de altitudine joasă (Alopecurus pratensis, Sanguisorba officinalis); Pajiști aluviale din Cnidion dubii; Pajiști sărăturate de tip mediteranean (Juncetalia maritimi); Pajiști și mlaștini sărăturate panonice și ponto-sarmatice; Pajiști xerice pe substrat calcaros; Păduri ripariene mixte cu Quercus robur, Ulmus laevis, Fraxinus excelsior sau Fraxinus angustifolia, din lungul marilor râuri (Ulmenion minoris); Râuri cu maluri nămoloase cu vegetație de Chenopodion rubri și Bidention; Stepe ponto-sarmatice; Tufărișuri de foioase ponto-sarmatice; Vegetație anuală de-a lungul liniei țărmului; Vegetație forestieră ponto-sarmatică de stejar pufos și Zăvoaie cu Salix alba și Populus alba.

### Floră
Flora Deltei este reprezentată în mare parte de o vegetație specifică zonelor umede (stuful, papura, rogozul, în amestec cu salcia pitică) și ocupă 78% din totalul suprafeței. Zăvoaiele ocupă 6% din suprafața deltei, fiind păduri de salcie, frasin, arin, plop, care cresc pe grindurile fluviatile, fiind periodic inundate, iar ochiurile de apă sunt acoperite de o vegetație acvatică și plutitoare, ocupând 2% din suprafața deltei. De asemenea, există păduri (Pădurea Letea și Pădurea Caraorman) alcătuite din arbori (stejar brumăriu, stejar pedunculat, frasin, plop tremurător, ulm), arbusti (zălog, cătină roșie) și plante agățătoare (hamei, curpen, viță sălbatică).

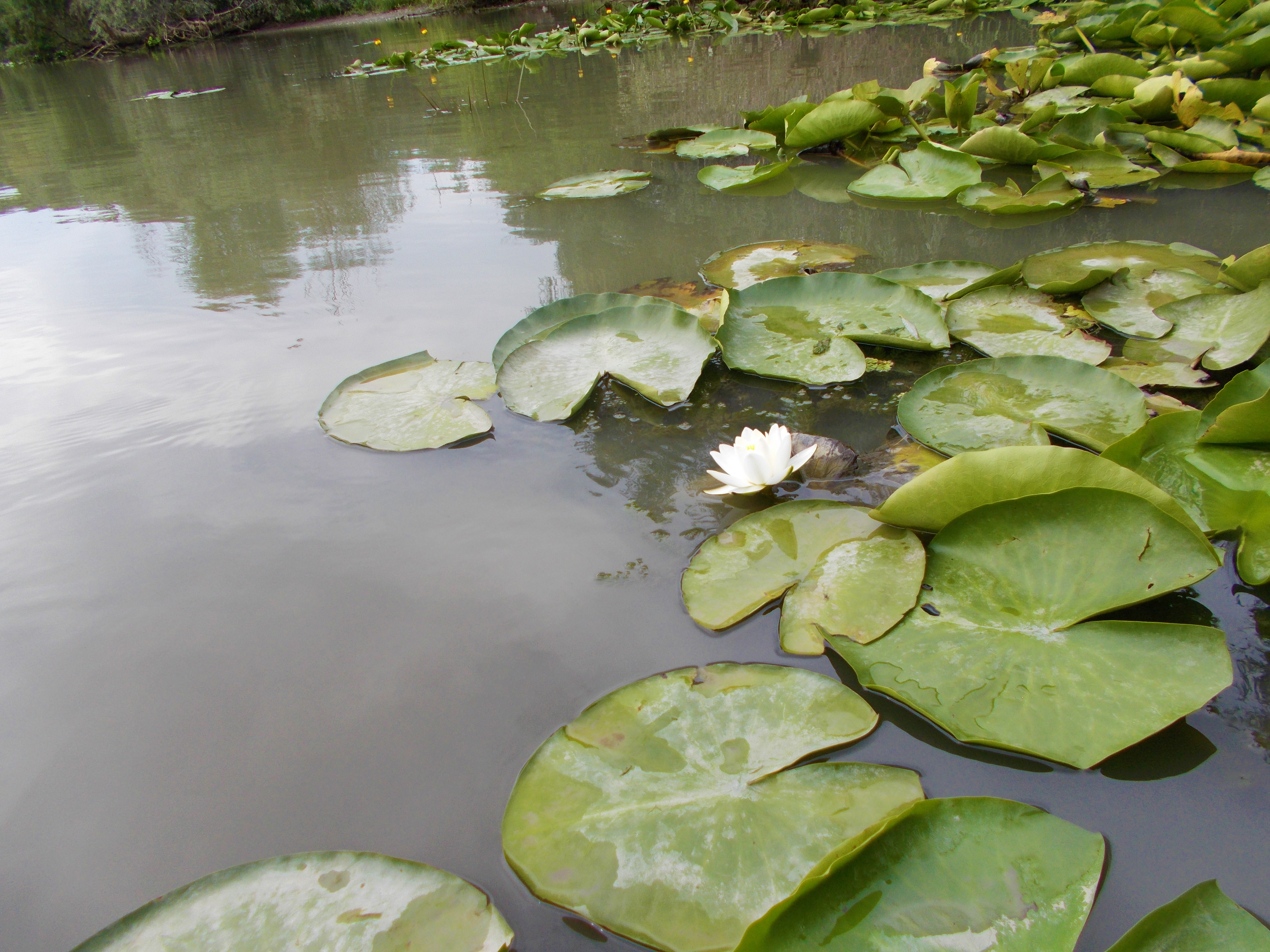
Nufăr alb (Nymphaea alba) în arealul Deltei

La nivelul ierburilor sunt întâlnite elemente floristice (meridional-continentale și xero-mezofile) din specii rare printre care unele protejate la nivel european prin Directiva 92/43/CE (anexa I-a) din 21 mai 1992 (privind conservarea habitatelor naturale și a speciilor de faună și floră sălbatică); astfel: centaurea (Centaurea jankae aflată pe lista roșie a IUCN, Centaurea pontica și Centaurea tenuiflora), capul-șarpelui (Echium russicum), otrățelul bălților (Aldrovanda vesiculosa), trifoiașul-de-baltă (Marsilea quadrifolia), ciucușoară de nisip (Alyssum borzaeanum),  coșaci de nisipuri (Astragalus varius), orhideea piramidă (Anacamptis pyramidalis), volbură de nisip (Convolvulus persicus), sânziană (Galium humifusum), garofiță (Dianthus pseudarmeria), coșaci (Astragalus vesicarius), valentiță (Tanacetum millefolium), nebunariță (Hyoscyamus niger), nufăr galben (Nuphar lutea), nufăr alb (Nymphaea alba), obligeană (Acorus calamus), ferigă de baltă (Thelypteris palustris), piciorul cocoșului (Ranunculus repens), vitrigon (Eryngium maritimum), alior (Euphorbia peplis), alior de baltă (Euphorbia palustris, Euphorbia seguieriana), cârcel (Ephedra distachia), pelin (Artemisia tschernieviana), bărbișoară (Allysum hirsutum), volbură (Convolvulus lineatus), varză de mare (Crambe maritima), pătlagină (Plantago cornuti), ață de mare (Ruppia maritima), brândușă de nisip (Merendera sobolifera), garofiță (Dianthus pseudarmeria și Dianthus bessarabicus), siminoc (din specia Helichrysum arenarium), grășătoare (Sagina maritima), chimionul porcului (Peucedanum arenarium), valentiță (Tanacetum milefolium), vanilie sălbatică (Heliotropium curassavicum), vioreaua de baltă (Hottonia palustris), otrățel (Onosma arenaria), ploșnițoasă (Orchis coriophora ssp. fragrans), bujori (Orchis laxiflora ssp. elegans), untul-vacii (Orchis morio), petunie (Petunia parviflora), ferigă plutitoare (Salvinia natans), otrățel de baltă (Utricularia vulgaris), plutică (Nymphoides peltata), captalan (Petasites spurius), troscot de apă (Polygonum amphibium), pătlagină (Plantago coronopus), vrăjitoarea de mare (Stachys maritima), săgeata apei (Sagitaria sagitifolia), pipirig (Juncus gerardii), rogoz (Carex ligerica), liana dobrogeană (Periploca greaeca) sau pir de mare (Elymus sabulosus). Plantele rare din Delta Dunării joacă un rol esențial în menținerea echilibrului ecologic al ecosistemului, datorită adaptărilor lor speciale la condițiile de sol și umiditate. Conservarea acestor specii este crucială pentru protejarea biodiversității Deltei, recunoscută ca patrimoniu natural de importanță internațională.

### Faună
Delta Dunării conține mai mult de 360 de specii de păsări și 45 de specii de pește de apă dulce în numeroasele sale lacuri și japșe.  Acesta este locul unde milioane de păsări din diferite colțuri ale Pământului (Europa, Asia, Africa, Marea Mediterană) vin să cuibărească. Speciile majore de pești în cadrul Deltei Dunării sunt știuca și somnul. Fauna deltei este una bogată și variată în specii de mamifere, păsări, reptile, amfibieni, pești, crustacee, melci, moluște și insecte; dintre care unele protejate prin aceeași Directivă a Consiliului European (anexa I-a) 92/43/CE (privind conservarea habitatelor naturale și a speciilor de faună și floră sălbatică) sau aflate pe lista roșie a IUCN.

#### Mamifere
Mistreț (Sus scrofa), enot (Nyctereutes procyonoides), vidră de râu (Lutra lutra), bizam (Ondatra zibethicus), nurcă europeană (Mustela lutreola), hermină mică (Mustela erminea aestiva), nevăstuică (Mustela nivalis), dihor pătat (Vormela peregusna), șacal auriu (Canis aureus), iepure de câmp (Lepus europaeus), popândău european (Spermophilus citellus), dihorul de stepă (Mustela eversmannii), arici (Erinaceus concolor), chițcan de pădure (Sorex araneus), chițcan mic de apă (Neomys anomalus), chițcan de gradină (Crocidura suaveolens), șoarecele-de-mișună (Mus spicilegus), șoarecele de casă (Mus musculus), șoarecele de stepă (Apodemus uralensis), șoarecele pitic (Micromys minutus), șobolanul cenușiu (Rattus norvegicus), orbetele mare (Spalax leucodon).

#### Păsări
Parcul național adăpostește și asigură condiții de hrană și cuibărire mai multor păsări migratoare, de pasaj sau sedentare protejate la nivel european și enumerate în anexa I-a a Directivei CE 2009/147/CE din 30 noiembrie 2009, privind conservarea păsărilor sălbatice.

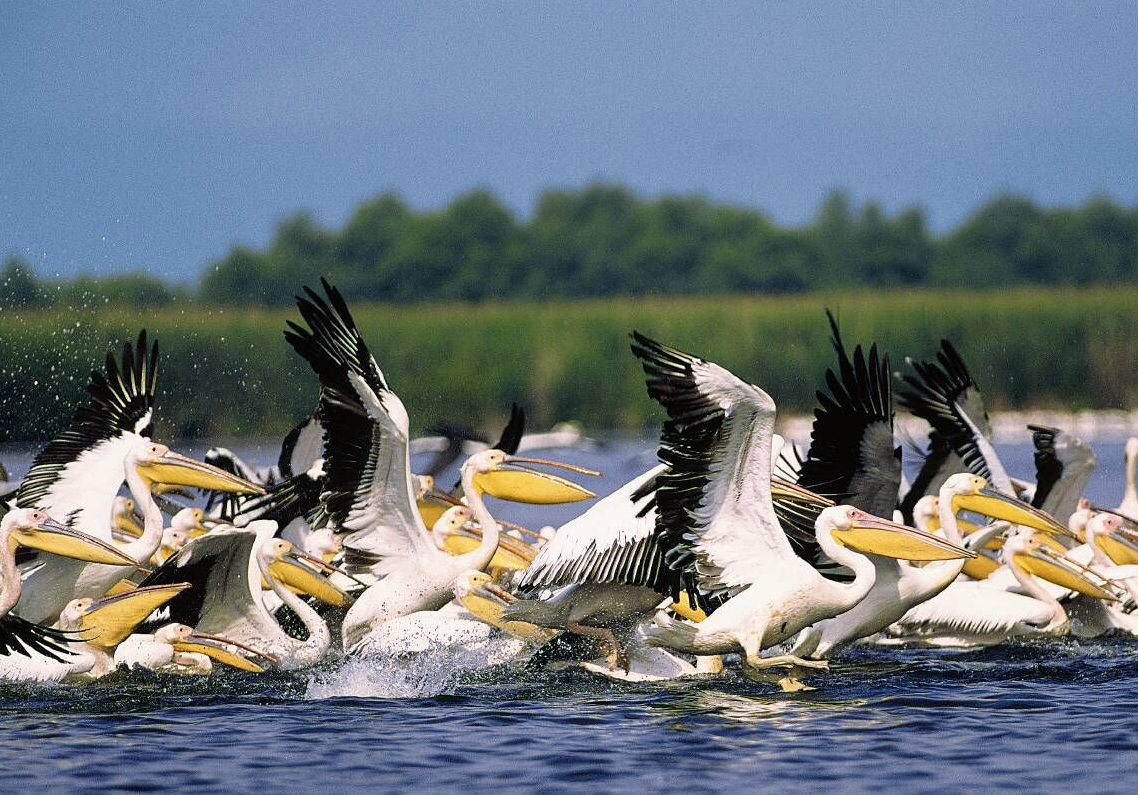
Pelicani din Delta Dunării

Câteva din speciile de păsări semnalate în arealul deltei: gârliță mică (Anser erythropus), acvilă-țipătoare-mică (Aquila pomarina), acvilă de câmp (Aquila heliaca), acvilă-țipătoare-mare (Aquila clanga), fluierar de munte (Actitis hypoleucos), ciuf de câmp (Asio flammeus), ciocârlia de câmp (Alauda arvensis), rață sulițar (Anas acuta), rață mică (Anas crecca), rață cârâitoare (Anas querquedula), gâscă de vară (Anser anser), gâscă cenușie (Anser anser), fâsă-cu-gât-roșu (Anthus cervinus), fâsă de pădure (Anthus trivialis), fâsă de munte (Anthus spinoletta), drepneaua neagră (Apus apus), drepneaua mare (Apus melba), ciuf de pădure (Asio otus), rață cu cap castaniu (Aythya ferina), pescăruș albastru (Alcedo atthis), stârc de noapte (Nycticorax nycticorax), stârc pitic (Ixobrychus minutus), stârc cenușiu (Ardea cinerea), stârc roșu (Ardea purpurea), stârc galben (Ardeola ralloides), stârc pitic (Ixobrychus minutus), rață roșie (Aythya nyroca), mătăsar (Bombycilla garrulus), șorecar comun (Buteo buteo), buhai de baltă (Botaurus stellaris), gâsca cu piept roșu (Branta ruficollis), nisipar (Calidris alba), fugaci de țărm (Calidris alpina), fugaci mare (Calidris canutus), fugaci roșcat (Calidris ferruginea), fugaci mic (Calidris minuta), fugaci pitic (Calidris temminckii), cânepar (Carduelis cannabina), sticlete (Carduelis carduelis), florinte (Carduelis chloris), inăriță (Carduelis flammea), scatiu (Carduelis spinus), mugurar roșu (Carpodacus erythrinus), porumbel de scorbură (Columba oenas), lebădă de vară (Cygnus olor), chirighiță-cu-obraz-alb (Chlidonias hybridus), erete cenușiu (Circus pygargus), barză neagră (Ciconia nigra), barză albă (Ciconia ciconia), lăstun de casă (Delichon urbica), șoimul rândunelelor (Falco subbuteo), muscar negru (Ficedula hypoleuca), cinteză (Fringilla coelebs), găinușă de baltă (Gallinula chloropus), pescărița râzătoare (Gelochelidon nilotica), ciovlica roșiatică (Glareola pratincola), cocor (Grus grus), frunzărița galbenă (Hippolais icterina), frunzărița cenușie (Hippolais pallida), rândunica roșcată (Hirundo daurica), rândunica de hambar (Hirundo rustica), vultur codalb (Haliaeetus albicilla), piciorong (Himantopus himantopus), sfrâncoc (Lanius excubitor), sfrâncioc-cu-cap-roșu (Lanius senator), grelușel pătat (Locustella naevia), pescăruș sur (Larus canus), pescăruș negricios (Larus fuscus), pescăruș râzător (Larus ridibundus), prundaș de nămol (Limicola falcinellus), sitar de mâl (Limosa limosa), grelușelul de stuf (Locustella luscinioides), sfrâncioc roșiatic (Lanius collurio), sfrânciocul cu frunte neagră (Lanius minor), pescăruș cu cioc subțire (Larus genei), pescăruș mic (Larus minutus), sitarul de mal nordic (Limosa lapponica), ciocârlie de Bărăgan (Melanocorypha calandra), culic cu cioc subțire (Numenius tenuirostris), pietrar negru (Oenanthe pleschanka), chiră de baltă (Sterna hirundo), pitulice (Sylvia nisoria), fluierar sur (Xenus cinereus), pasărea ogorului (Burhinus oedicnemus), șorecar-mare (Buteo rufinus), prundăraș de sărătură (Charadrius alexandrinus), ploier de munte (Charadrius morinellus), șerpar (Circaetus gallicus), erete de stuf (Circus aeruginosus), lebădă de iarnă (Cygnus cygnus), ciocănitoarea de grădină (Dendrocopos syriacus), ciocănitoarea de stejar (Dendrocopos medius), ciocănitoare neagră (Dryocopus martius),  egretă mică (Egretta garzetta), egretă mare (Ardea alba), presura de grădină (Emberiza hortulana), șoim-de-iarnă (Falco columbarius), gușă albastră (Luscinia svecica), vânturel mic (Falco naumanni), muscar-gulerat (Ficedula albicollis), muscar-mic (Ficedula parva), becațină mare (Gallinago media), rață cu cap alb (Oxyura leucocephala), vultur pescar (Pandion haliaetus), pelican creț (Pelecanus crispus), pelican comun (Pelecanus onocrotalus), cormoran mic (Phalacrocorax pygmeus), notatiță cu ciocul subțire (Phalaropus lobatus), bătăuș (Philomachus pugnax), lopătar (Platalea leucorodia), țigănuș (Plegadis falcinellus),  cresteț cenușiu (Porzana parva), cresteț pestriț (Porzana porzana),  resteluț pitic (Porzana pusilla), ciocântors (Recurvirostra avosetta), privighetoare-de-baltă (Acrocephalus melanopogon), chirighiță neagră (Chlidonias niger), uliu cu picioare scurte (Accipiter brevipes), chirighiță-cu-obraz-alb (Chlidonias hybridus), erete vânăt (Circus cyaneus), erete alb (Circus macrourus), dumbrăveancă (Coracias garrulus), lebădă mică (Cygnus columbianus bewickii), șoim dunărean (Falco cherrug), șoim călător (Falco peregrinus), vânturel de seară (Falco vespertinus), cufundar polar (Gavia arctica), cufundar mic (Gavia stellata), acvilă pitică (Hieraaetus pennatus), pescărușul cu cap negru (Larus melanocephalus), ciocârlie-de-pădure (Lullula arborea), ferestraș mic (Mergus albellus), gaie neagră (Milvus migrans), ciocănitoarea verzuie (Picus canus), ploier auriu (Pluvialis apricaria), furtunar (Puffinus yelkouan), chiră mică (Sterna albifrons), pescăriță mare (Sterna caspia), chiră de mare (Sterna sandvicensis), lup de mare (Stercorarius parasiticus), lup de mare codat (Stercorarius longicaudus), ferestrașul mare (Mergus merganser), rață cu ciuf (Netta rufina), pietrar bănățean (Oenanthe hispanica), pietrar răsăritean (Oenanthe isabellina), pietrar sur (Oenanthe oenanthe), ciuf-pitic (Otus scops), codroș de munte (Phoenicurus ochruros), pitulice de munte (Phylloscopus collybita), pitulice sfârâitoare (Phylloscopus sibilatrix), pitulice fluierătoare (Phylloscopus trochilus), presură de iarnă (Plectrophenax nivalis), cojoaică de grădină (Certhia brachydactyla), stârc de cireadă (Bubulcus ibis), prigoare (Merops apiaster), grangur (Oriolus oriolus), corcodelul mare (Podiceps cristatus).

#### Pești
Rizeafcă (Alosa tanaica), avat (Aspius aspius), zvârlugă (Cobitis taenia), porcușor-de-nisip (Gobio albipinnatus), răspăr (Gymnocephalus schraetzer), țipar (Misgurnus fossilis), sabiță (Pelecus cultratus), boarță (Rhodeus sericeus amarus), dunăriță (Sabanejewia aurata bulgarica), fusar (Zingel streber, Zingel zingel), petroc (Gobio kessleri), țigănuș (Umbra krameri), ghiborț de râu (Gymnocephalus baloni), scrumbie de Dunăre (Alosa immaculata), morunaș (Vimba vimba), o specie de somn (Silurus soldatovi) din familia Siluride, șalău (Sander lucioperca), șalău vărgat (Sander volgensis), biban (Perca fluviatilis), văduviță (Leuciscus idus), cernușcă (Leuciscus borysthenicus), știucă de Amur (Esox reichertii), caracudă  (Carassius carassius), lin (Tinca tinca), biban (Perca fluviatilis), văduviță (Leuciscus idus), plătică (Abramis brama), caracudă argintie (Carassius auratus auratus).

#### Reptile și amfibieni
Vipera de stepă (Vipera ursinii), șarpele de alun (Coronella austriaca), șopârla multicoloră (Eremias arguta), șopârla de câmp (Podarcis taurica), șopârla cenușie (Lacerta agilis), țestoasa de baltă (Emys orbicularis), țestoasa dobrogeană de uscat (Testudo graeca), tritonul cu creastă danubian (Triturus dobrogicus), tritonul comun transilvănean (Triturus vulgaris ampelensis), buhaiul de baltă cu burtă roșie (Bombina bombina), brotacul verde de copac (Hyla arborea).

#### Nevertebrate
În rezervație este semnalată prezența mai multor nevertebrate rare (melci, gândaci, libelule, fluturi); printre care: melcul acvatic dungat (Theodoxus transversalis), melcul cu cârlig (Anisus vorticulus), gândacul de apă (Graphoderus bilineatus), croitorul mare al stejarului (Cerambyx cerdo), două libelule din speciile Ophiogomphus cecilia și Arytrura musculus; și cinci fluturi: Colias myrmidone, Leptidea morsei (fluturele de muștar), Lycaena dispar (fluturele purpuriu), Catopta thrips (fluturele de stepă) și Coenagrion ornatum (albilița portocalie).

## Populație
Populația Deltei a fost totdeauna răzleață, mediul semi-acvatic nepermițând densități importante (densitatea medie este de 5 locuitori/km2). Vara, afluxul de turiști triplează populația, care la recensământul din 2002 se menținea la 14.583 locuitori, dintre care 12.666 români (87%), 1438 lipoveni (10%), 299 ucraineni diverși alții (1%). Delta a fost dintotdeauna un mediu-refugiu pentru populațiile inițial grecești (grecii pontici erau încă 2059 în 1910, mai numeroși decât lipovenii), ulterior românești (dicienii, denumire care provine poate de la Vicina), apoi lipoveni. Aceste populații s-au amestecat, lucru dovedit și de vocabularul limbilor vorbite în deltă, îndeosebi termenii pescărești.

## Obiective turistice

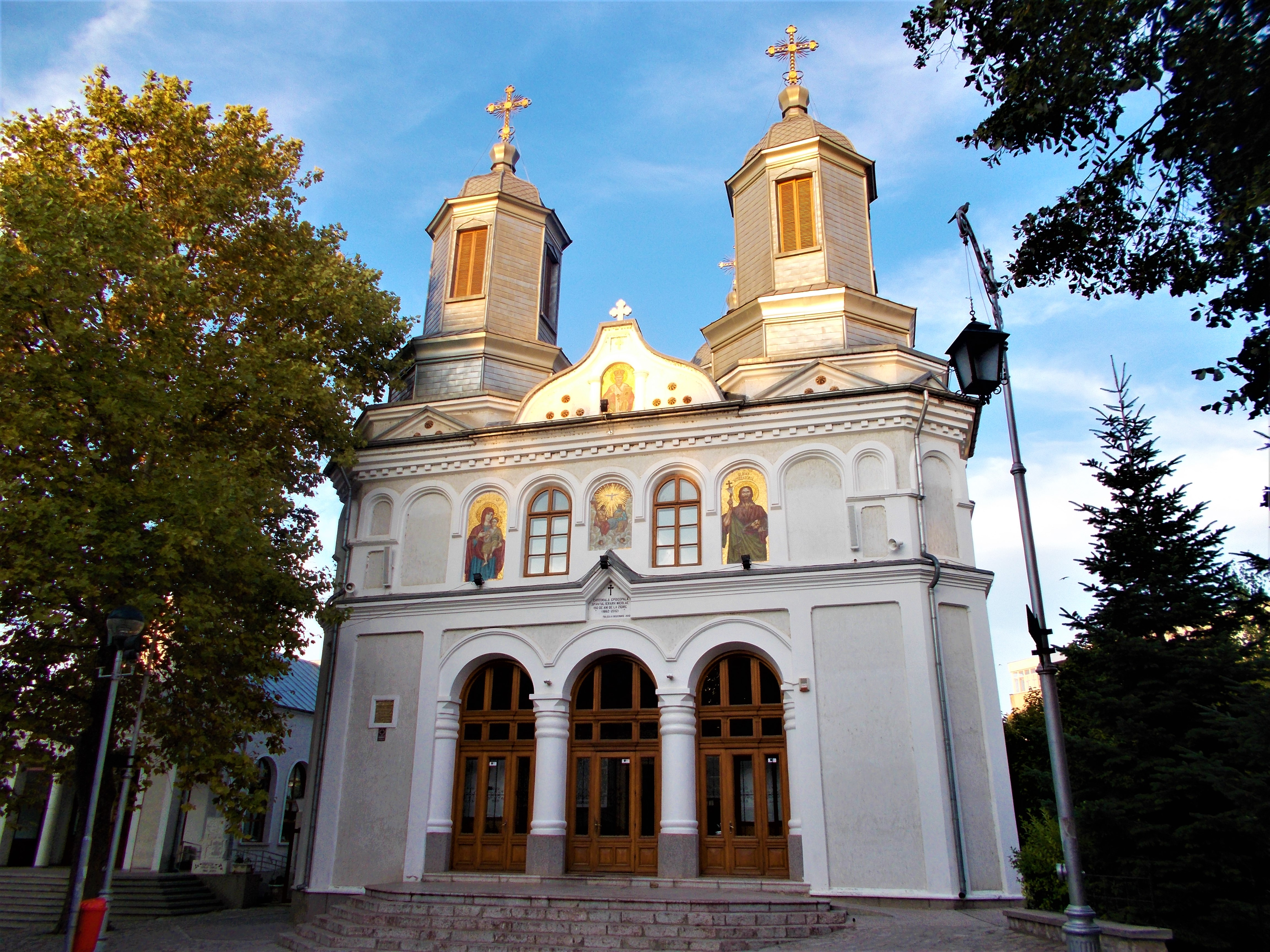
Catedrala ortodoxă „Sf. Nicolae” din Tulcea

Pe teritoriul și în vecinătatea parcului național se află mai multe obiective de interes turistic (lăcașuri de cult, monumente istorice, situri arheologice, arii protejate, zone naturale); astfel:
- Catedrala ortodoxă „Sf. Nicolae” din Tulcea, construcție 1862, monument istoric.
- Biserica ortodoxă „Buna Vestire” din Tulcea, construcție 1869, monument istoric.
- Biserica Sfântul Gheorghe, cunoscută și ca „Biserica cu ceas” din Tulcea - 1857, 1927 (monument istoric).
- Mănăstirea și castrul roman Halmyris de la Murighiol.
- Moscheea Azizyie (Geamia Sultanului Abdulaziz) din Tulcea, lăcașul de cult reprezentativ al comunității musulmane construit în anul 1863, monument istoric.
- Așezarea greco-indigenă din satul Sălcioara (sit arheologic).
- Cetatea Argamum - Orgame, sit arheologic aflat în partea de est a județului Tulcea, pe teritoriul administrativ al comunei Jurilovca, în locul numit Capul Doloșman. Acesta este localizat la contactul dintre Podișul Babadagului și Limanul Razim care, în Antichitate, era un golf deschis al mării Negre (golful Argamon).
- Histria, cetate grecească (ruine) aflată pe teritoriul administrativ al comunei Istria, în județul Constanța; cel mai vechi oraș atestat de pe actualul teritoriu al României.
- Situl arheologic de la Vișina.
- Munții Măcinului
- Marea Neagră
- Complexul lagunar Razim-Sinoe (Limanurile dobrogene) constituit din cele două unități: Unitatea Razim cu lacurile Golovița, Zmeica, Babadag, Tauc, Topraichioi și cel omonim; și Unitatea Sinoe ce cuprinde lacurile Nuntași, Tuzla și Sinoe[38]
- Cimitirul cosmopolit din Sulina, un cimitir în care sunt înmormântați marinari din toată lumea, victime de naufragiu și chiar pirați. Există mormântul unui pirat fără nume, sunt mormintele îndrăgostiților înecați, al unei prințese și multe alte locuri de veci pline de poveste.

## Galerie de imagini

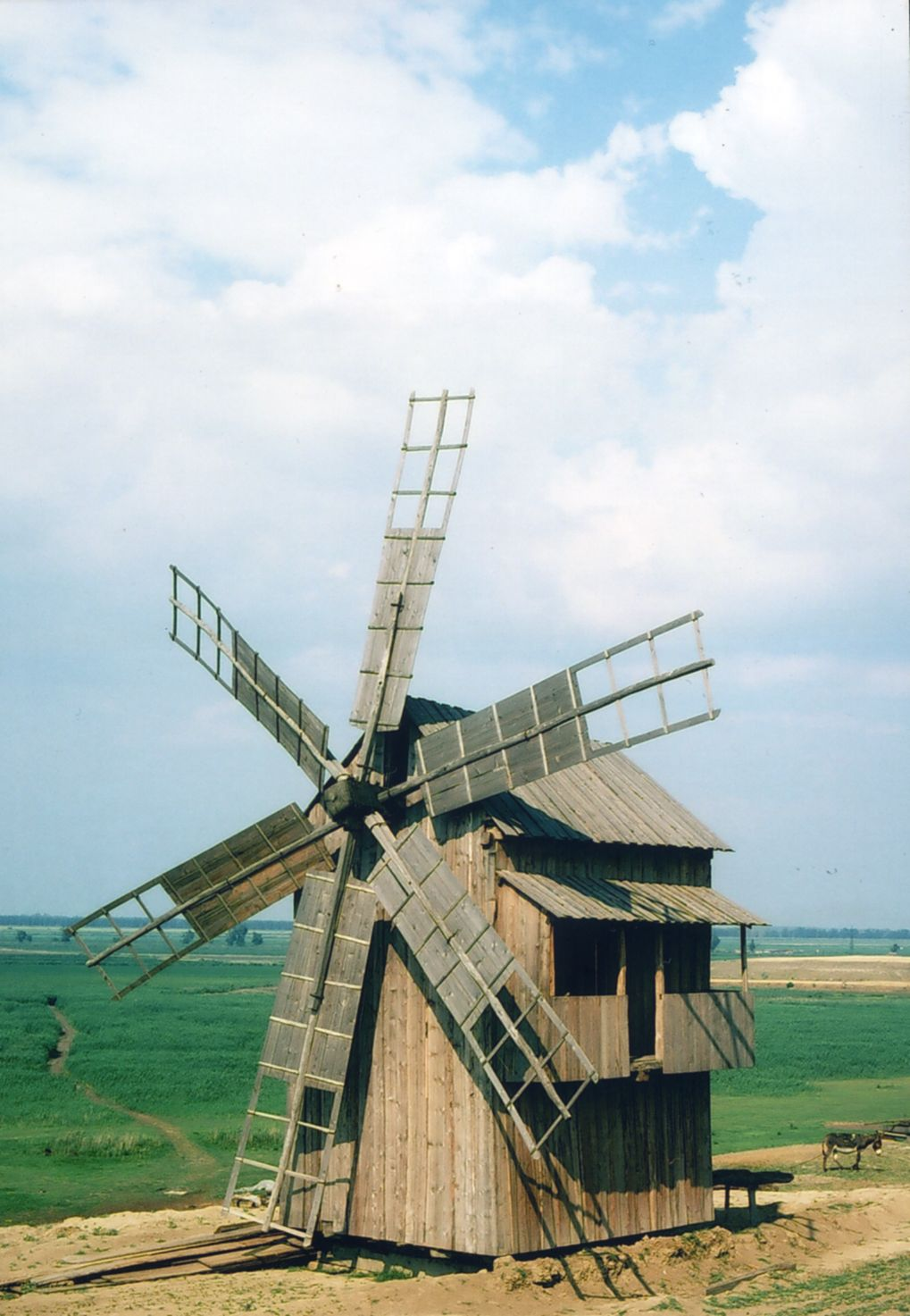
Moară tipică de la Letea
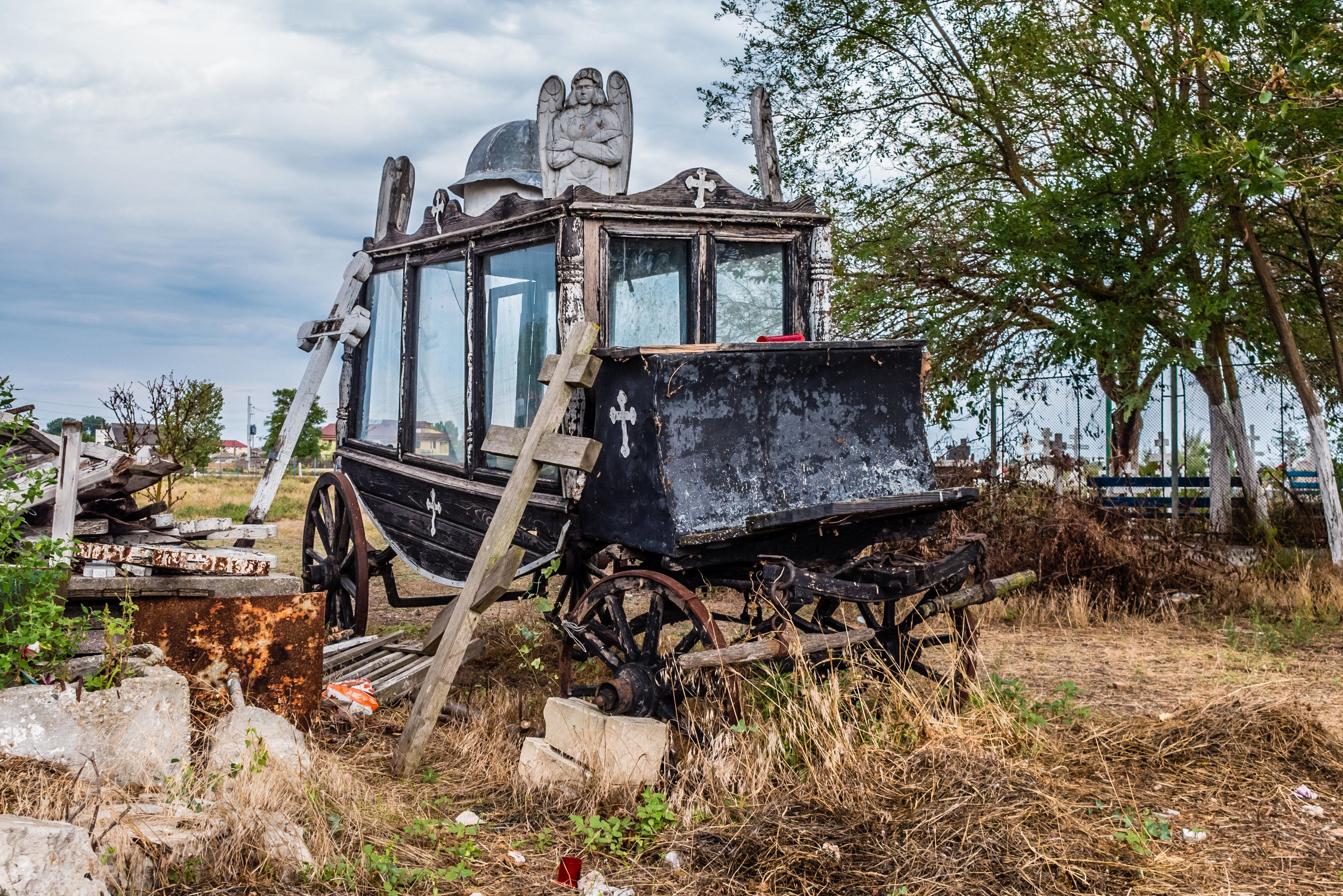
Cimitirul cosmopolit din Sulina
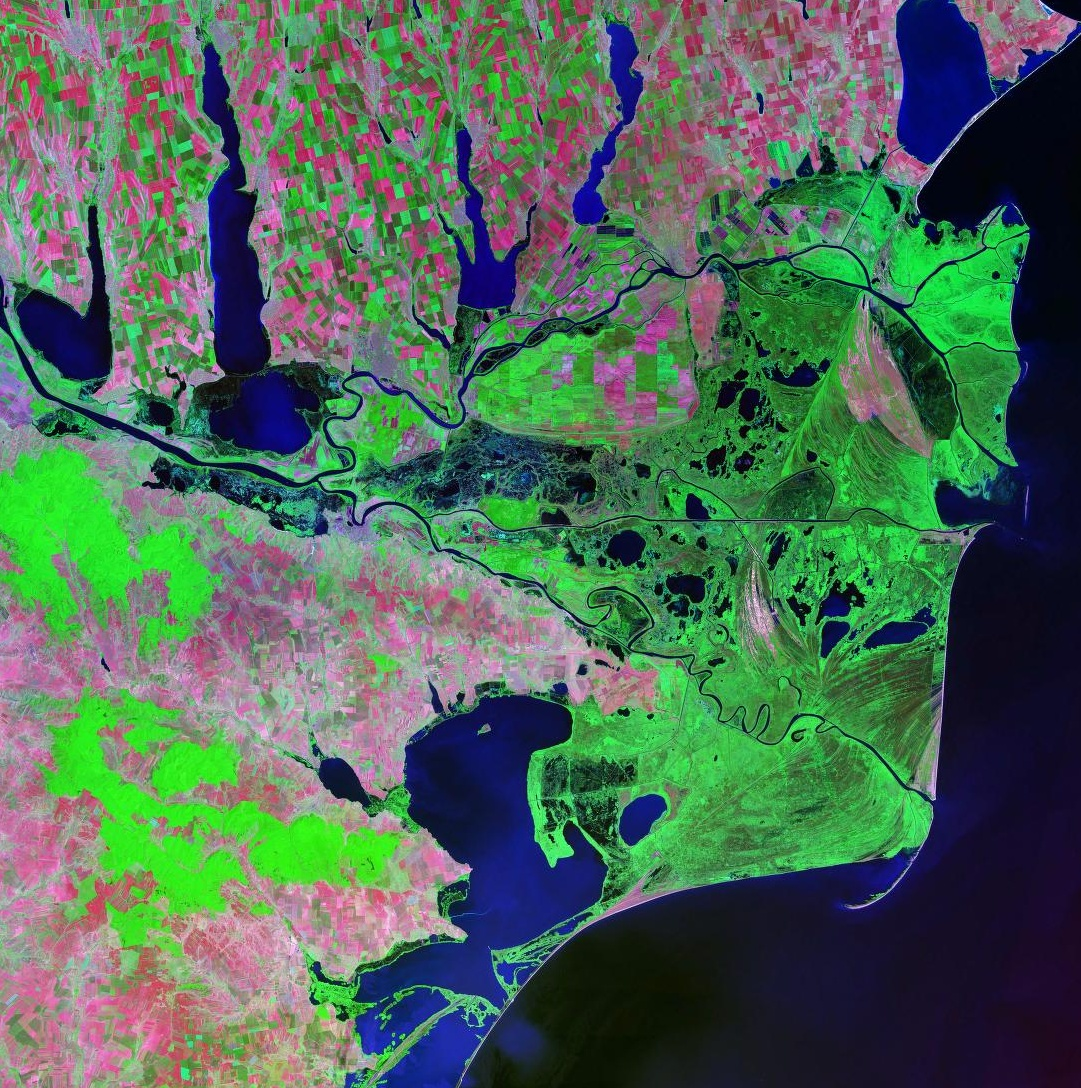
Delta Dunării - Landsat (2000)
45°10′N 29°18′E / 45.167°N 29.300°E
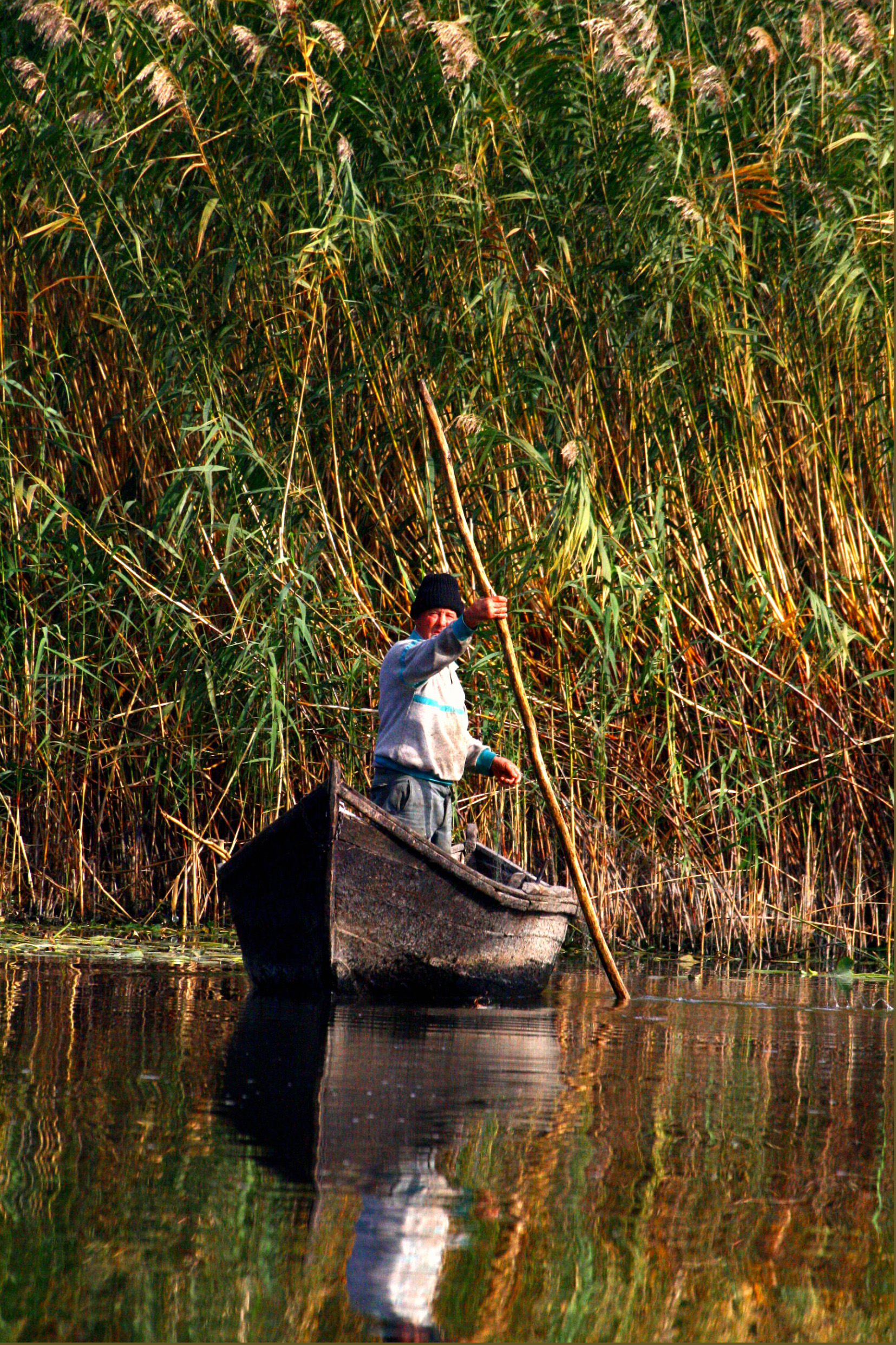
Pescar în lotcă
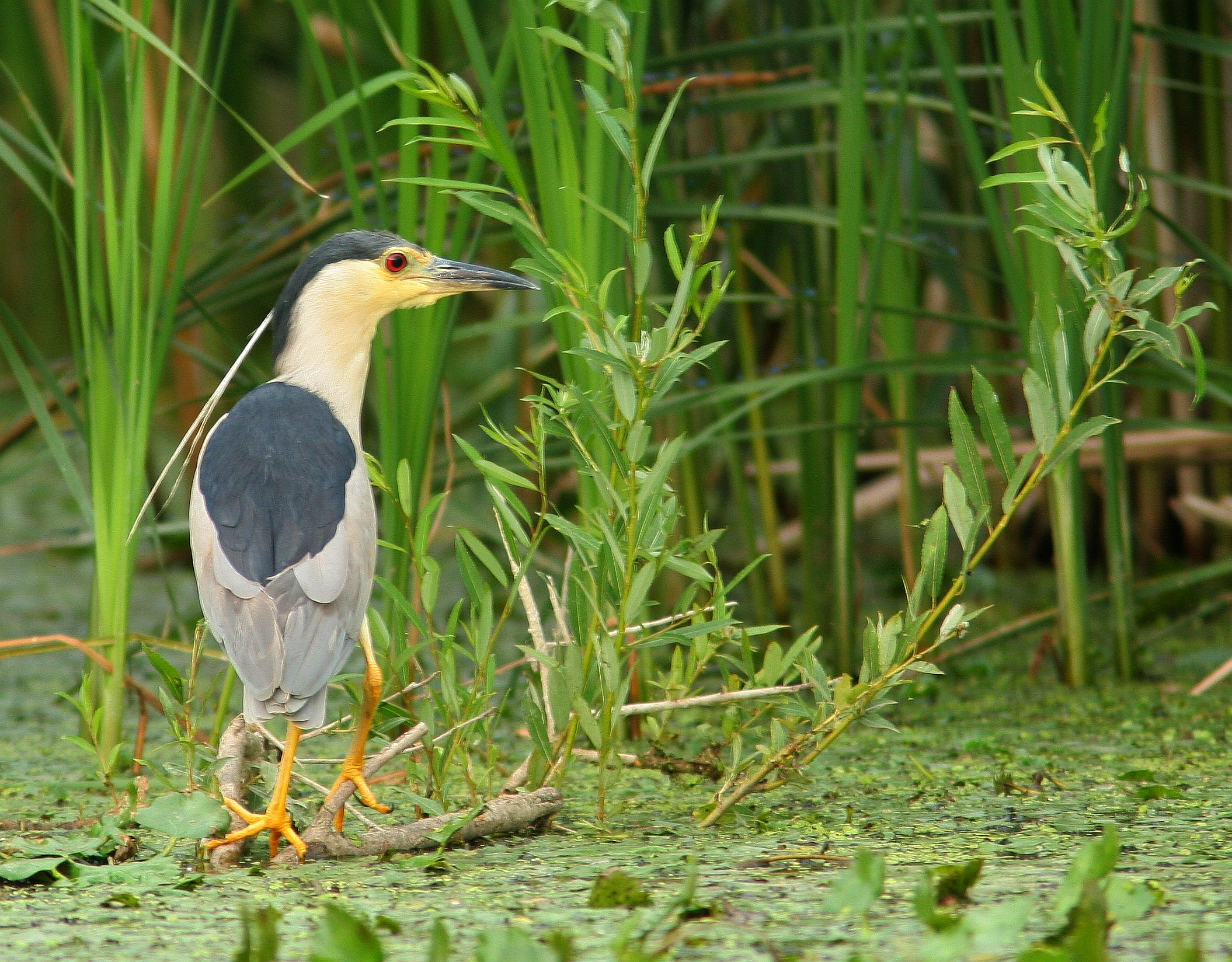
Stârc de noapte
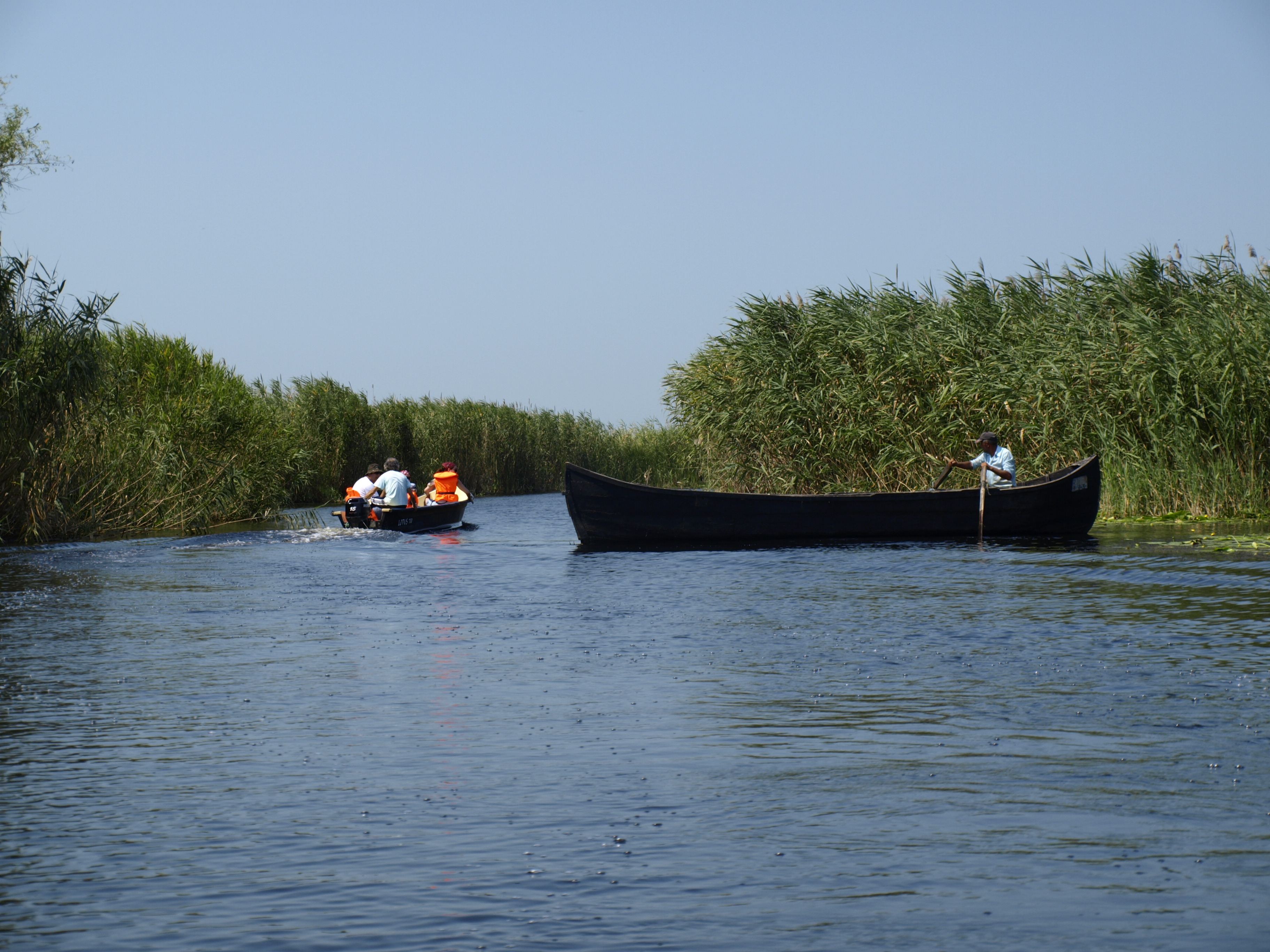
Navigație cu sau fără motor
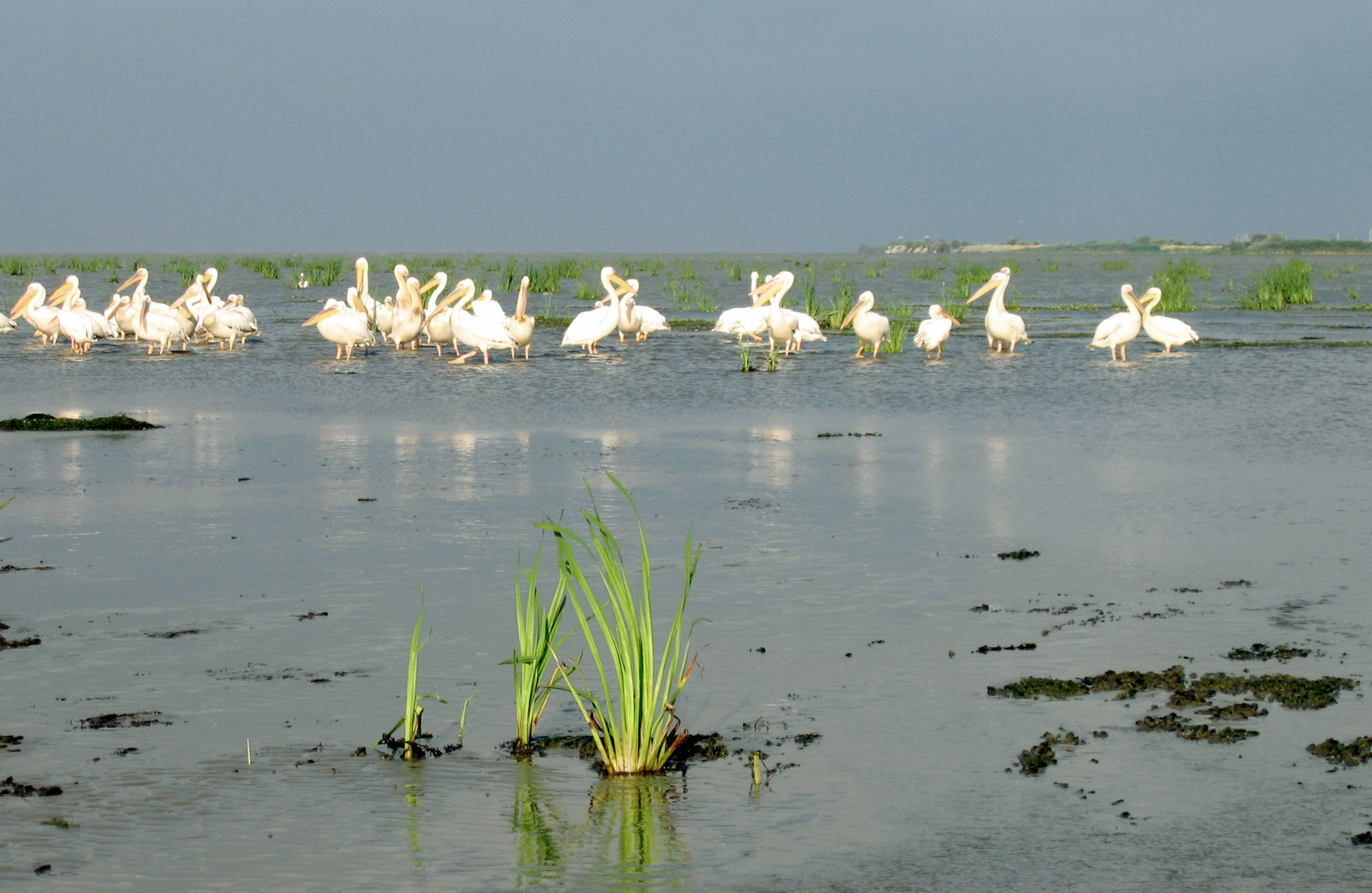
Colonie de pelicani
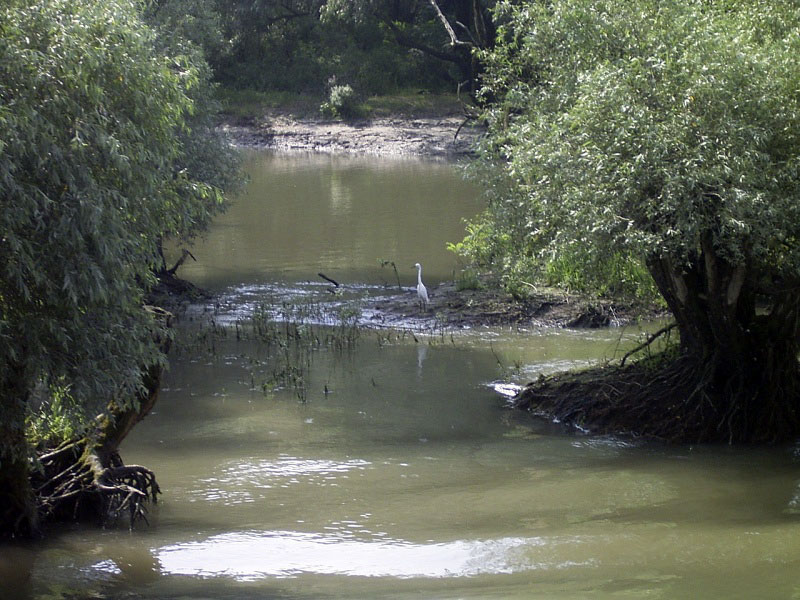
Bâtlanul mic
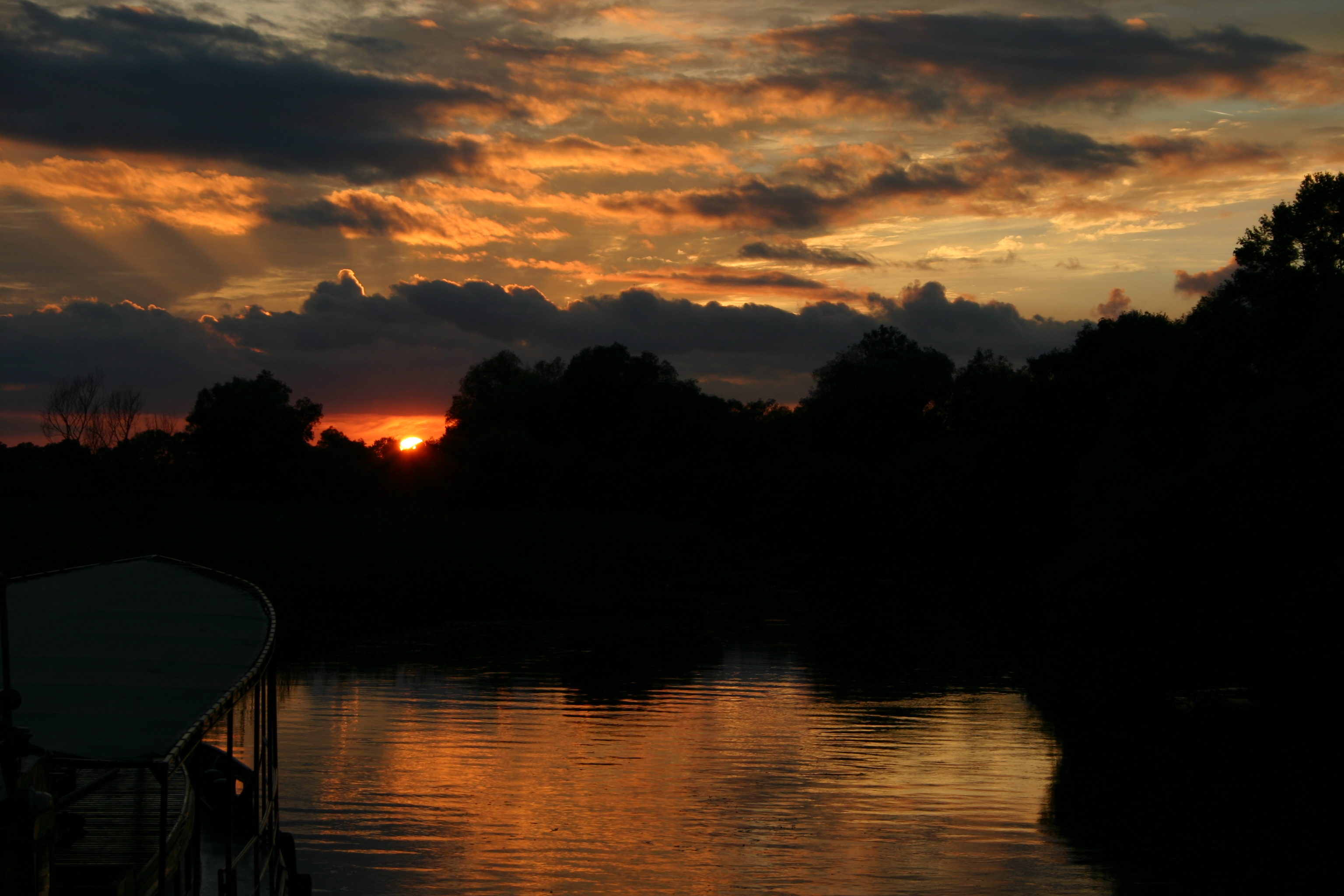
Peisaj, 2006
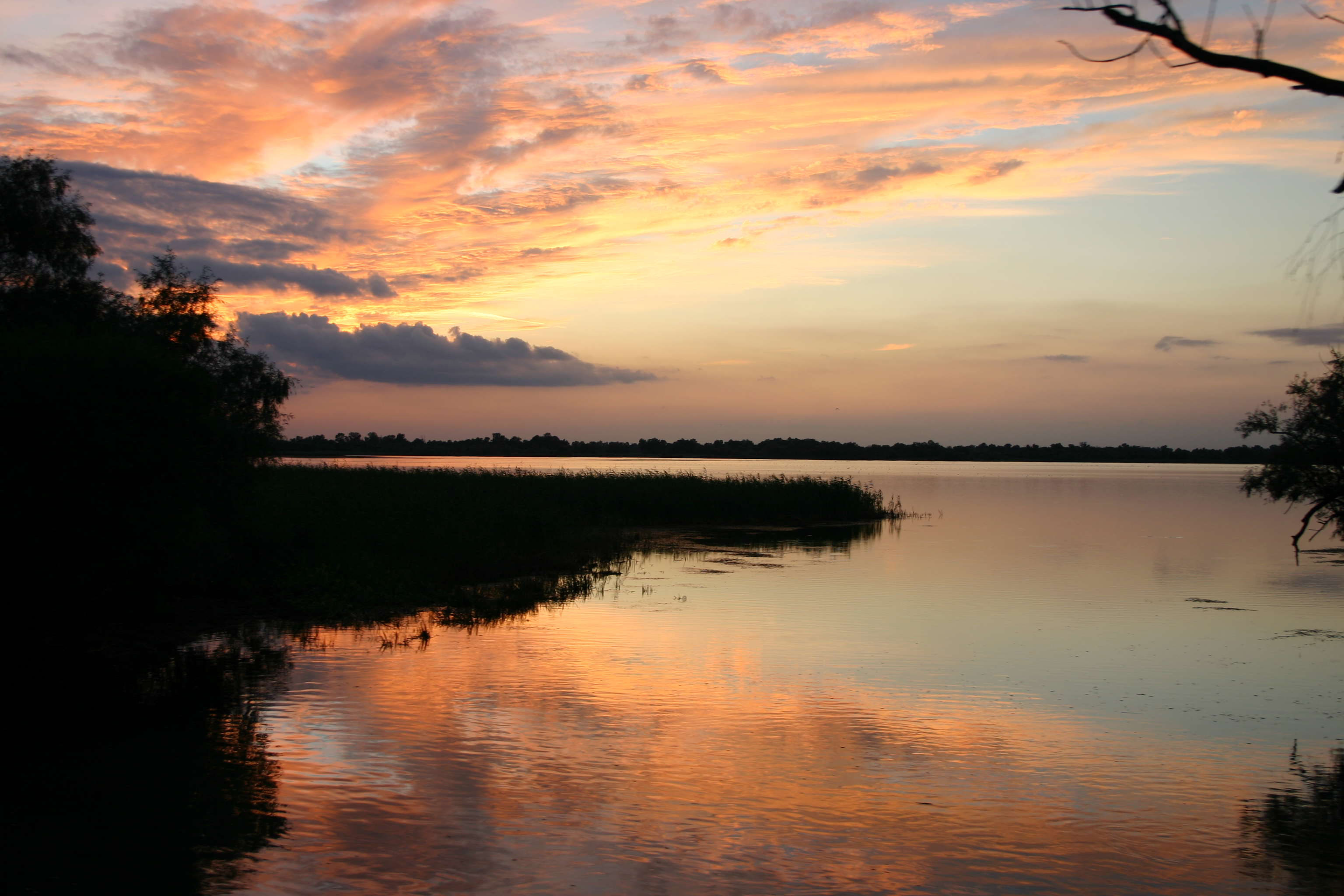
Peisaj, 2006
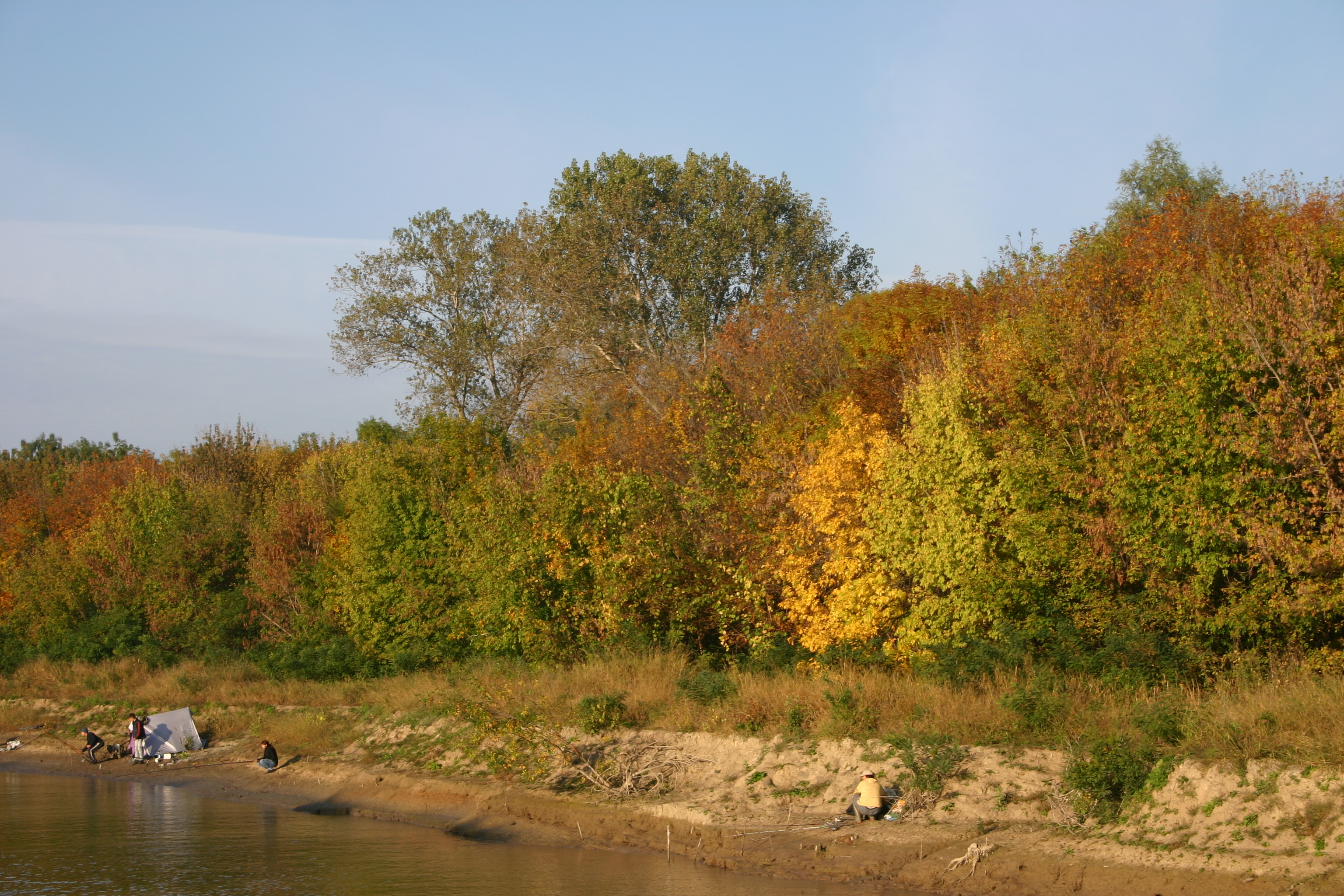
Pescuit cu undița de pe grindul fluviatil
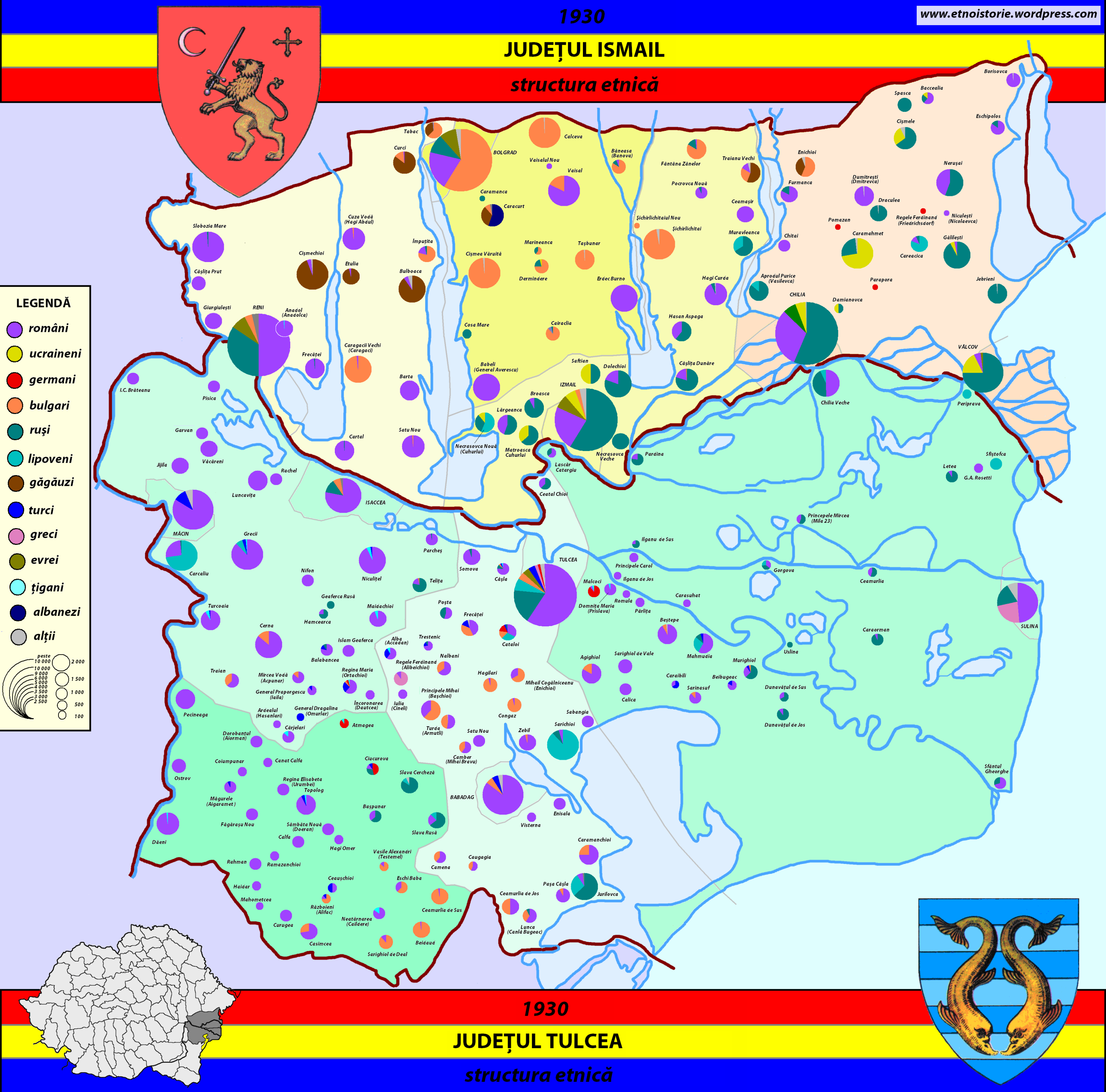
Structura etnică a regiunii Dunării de Jos(1930)
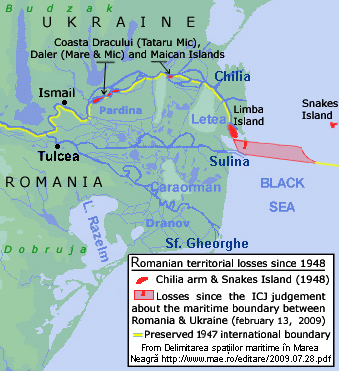
Pierderile teritoriale ale României în Delta Dunării din 1948 încoace
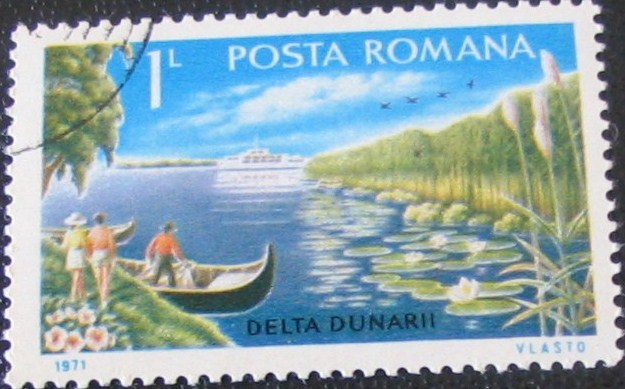
Timbru poștal cu Delta Dunării
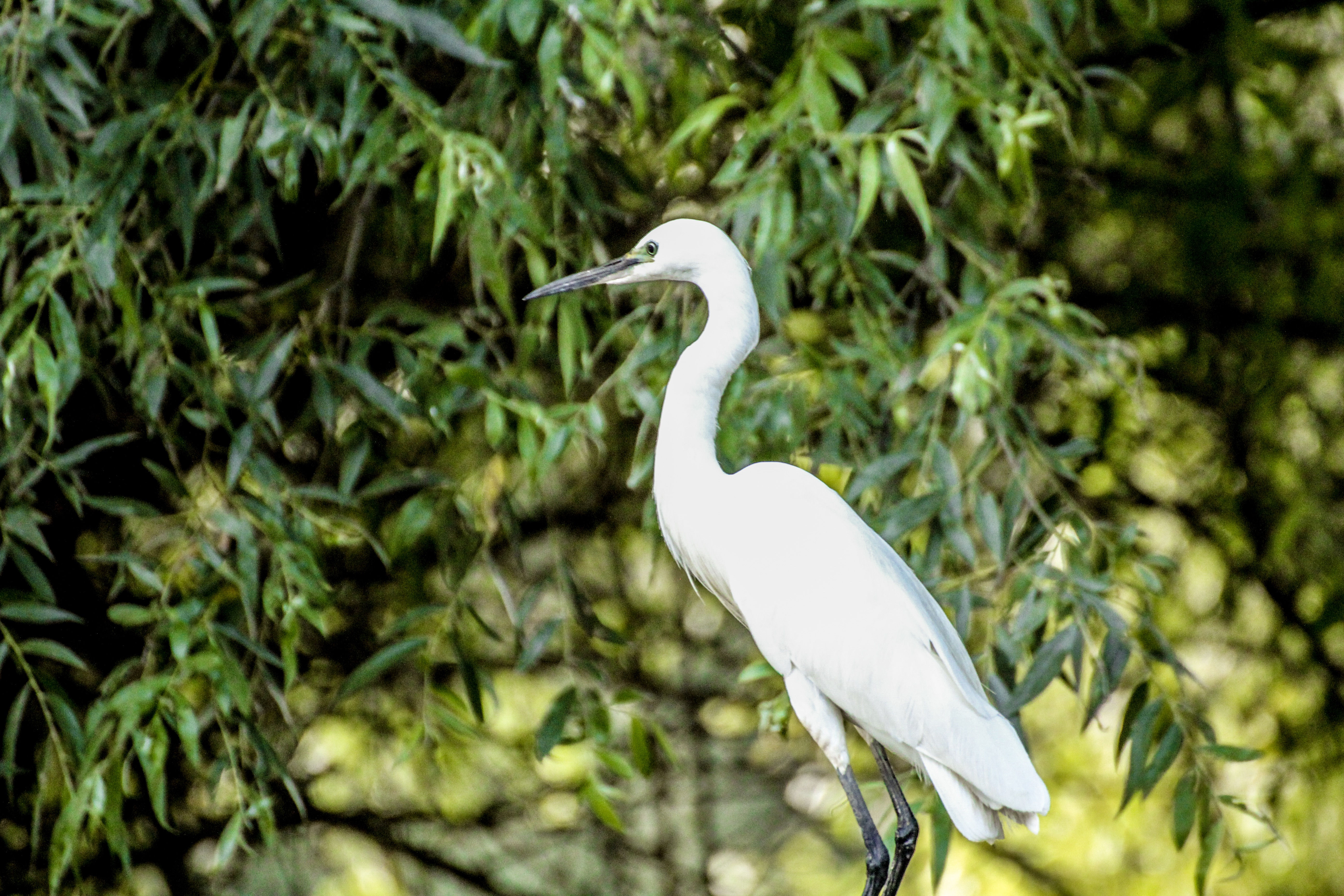
Egretă mică